# Psychoda mimica
Psychoda mimica és una espècie d'insecte dípter pertanyent a la família dels psicòdids que es troba a Costa Rica (incloent-hi la província de Limón), Nicaragua (els departaments de Zelaya i Río San Juan) i Colòmbia.